# Comuna de Oporów
Oporów (polaco: Gmina Oporów) é uma gminy (comuna) na Polónia, na voivodia de Lodz e no condado de Kutnowski. A sede do condado é a cidade de Oporów.
De acordo com os censos de 2004, a comuna tem 2804 habitantes, com uma densidade 41,4 hab/km².

## Área
Estende-se por uma área de 67,7 km², incluindo:
- área agricola: 88%
- área florestal: 6%

## Demografia
Dados de 30 de Junho 2004:
|                      | Total   | Total | Mulheres | Mulheres | Homens  | Homens |
| -------------------- | ------- | ----- | -------- | -------- | ------- | ------ |
|                      | pessoas | %     | pessoas  | %        | pessoas | %      |
| População            | 2804    | 100   | 1423     | 50,7     | 1381    | 49,3   |
| Densidade (pop./km²) | 41,4    | 100   | 21       | 21       | 20,4    | 20,4   |

De acordo com dados de 2002, o rendimento médio per capita ascendia a 1114,54 zł.

## Subdivisões
- Golędzkie, Janów, Jastrzębia, Jaworzyna, Jurków Drugi, Jurków Pierwszy, Kamienna, Kurów-Parcel, Kurów-Wieś, Mnich-Ośrodek, Mnich-Południe, Oporów, Oporów-Kolonia, Pobórz, Podgajew, Samogoszcz, Skórzewa, Skarżyn, Stanisławów, Szczyt, Świechów, Wola Owsiana, Wola Prosperowa, Wólka-Lizigódź.

## Comunas vizinhas
- Bedlno, Krzyżanów, Kutno, Pacyna, Strzelce, Szczawin Kościelny, Żychlin